# Aavasaksa
Aavasaksa es un cerro de bordes afilados en el municipio de Ylitornio en la Laponia de Finlandia (no en Suecia como se muestra incorrectamente en el siguiente mapa). Tiene una altura de 242 metros (794 pies). Aavasaksa es famosa por sus vistas tanto a Finlandia como a Suecia, y está incluida en la lista de Vistas nacionales de Finlandia. El emperador Alejandro II de Rusia visitó el sitio en 1876. La cabina de caza Keisarinmaja es uno de los edificios en la parte superior de la colina funcionando como un café.